# Евфимий Сардский
Митрополи́т Евфи́мий (греч. Εὐθύμιος Σάρδεων; 751/754 — 26 декабря 831) — митрополит Сардский, священномученик периода иконоборчества. Память в Православной церкви совершается 26 декабря (8 января), в Католической церкви — 11 марта.

## Жизнеописание
Информация о Евфимии содержится в его житии, написанном константинопольским патриархом Мефодием I, житии святых братьев Давида, Симеона и Георгия Митилинских и актах Седьмого Вселенского собора.
Евфимий родился в малоазийском городе Узаре. В юности принял монашеский постриг и между 784 и 787 годами был рукоположен во митрополита Сардского константинопольским патриархом Тарасием.
В 787 году Евфимий принял участие в работе Седьмого Вселенского собора, восстановившего иконопочитание. На соборе он выступил проводником политики патриарха Тарасия. На 3-м заседании Собора Евфимий с другими иерархами анафемствовал иконоборцев, а на 4-м заседании ему было поручено зачитать свидетельства святых отцов в пользу иконопочитания. На 7-м заседании Собора Евфимий подписал его постановления.
Согласно житию, написанному патриархом Мефодием, в правление императрицы Ирины Евфимий принял участие в посольстве ко двору багдадского халифа, но факт данного посольства не находит подтверждения в других источниках и является маловероятным. При императоре Никифоре I в конце 803 — начале 804 года по обвинению в поддержке восстания Вардана Турка Евфимий с рядом малоазийских епископов был сослан на остров Пантеллерия. Был возвращён из ссылки по настоянию патриарха Тарсия, но не был возвращён на свою кафедру, проживал на покое в феме Опсикий.
На Рождество 814 года Евфимий был на аудиенции у императора Льва V, где с другими иерархами выступил против императорского намерения устроить диспут между иконопочитателями и иконоборцами. Перед этим в течение двух месяцев деятели иконоборчества Иоанн Грамматик и Антоний Силейский уговаривали Евфимия занять их сторону, обещая ему патриаршество.

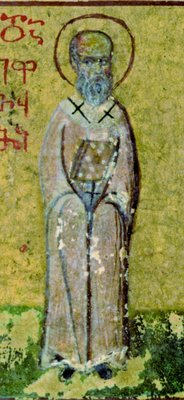
Евфимий Сардский (миниатюра из греко-грузинской рукописи, XV век)

После начала второго периода иконоборчества в 815 году Евфимий был сослан на остров Фасос. В 821 году император Михаил II вернул его из ссылки и пригласил с другими епископами на аудиенцию. На ней Евфимий резко отверг предложение императора о компромиссе с иконоборцами. В правление императора Феофила Евфимий был арестован, подвергнут допросу, избит и затем сослан на остров Святого Андрея у мыса Акрит в Вифинии. Согласно Житию святых Давида, Симеона и Георгия на острове Евфимий был подвергнут жестокому допросу неким Космой и через 8 дней после перенесённых пыток скончался. По Димитрию Ростовскому, «его растянули на четырёх столбах и били воловьими жилами, так что тело его покрылось множеством ран и распухло».
По сообщению Никодима Святогорца мощи священномученика Евфимия находятся в городе Анхиал (современный Поморие в Болгарии).
Евфимием был написан трактат «Об избрании епископов», который сохранился под именем «Евфимия Сардского святейшего».

## Иконография
В Ерминии Дионисия Фурнаграфиота содержится краткое указание на то, как изображать мученичество Евфимия: «Святой Евфимий, старец, посеченный воловьими жилами, скончался спустя восемь дней». У В. Д. Фартусова Евфимий: 
Старец греческого типа с большой седой бородой и большими волосами, лицом худощав; болезнен, с опухолью; одежда — фелонь и омофор. В руках икона Спасителя и хартия с надписью «Иже не покланяется образу Господа нашего Иисуса Христа, по человечеству написанному, анафематисаем».
Русский сводный иконописный подлинник XVIII века указывает, что Евфимий «Подобием сед, брада аки Афанасьева [свт. Афанасия Великого], риза святительская, омофор и Евангелие». В подобном образе священномученик Евфимий изображён на миниатюре греко-грузинской рукописи XV века «Афонской книге образцов», хранящейся в РНБ.
На минейных иконах изображения Евфимия встречаются редко по причине совпадения дня его памяти с празднованием Собору Пресвятой Богородицы.